# Сволочи
«Сволочи» — российский фильм Александра Атанесяна о вымышленном подростковом штрафном воинском подразделении диверсантов во время Великой Отечественной войны, снятый по одноимённой повести Владимира Кунина, написанной в 2003 году.
Рекламная кампания фильма строилась на том, что сценарий основан на реальных событиях из биографии Кунина, о чём он говорил в нескольких интервью.
Премьера фильма состоялась 2 февраля 2006 года и ознаменовалась скандалом, связанным с достоверностью описываемых событий. В ноябре 2007 года Кунин заявил, что сценарий, по которому снимали фильм, был «от первой и до последней буквы переписан режиссёром фильма».

## Сюжет
1943 год. СССР, во время Великой Отечественной войны. Группа подростков совершает налёт на склад в Казахстане, убив сторожа и подоспевший патруль.
Подполковника Вишневецкого, бывшего спортсмена и альпиниста, освобождают из заключения для выполнения секретного задания. Он должен подготовить штрафное воинское подразделение — диверсионную группу, состоящую из 14—15-летних подростков, приговорённых к смертной казни за совершённые преступления. Подготовка проходит на охраняемой базе в горах Казахстана, тренерами являются друзья Вишневецкого, освобождённые для этой цели из мест лишения свободы.
Подготовленную диверсионную группу отправляют в Карпаты с заданием обрушить скальный козырёк у входа в тщательно охраняемый подземный гитлеровский склад топлива. Основную группу намеренно сбрасывают над базой, где подростки попадают под огонь зенитных пулемётов и почти все диверсанты погибают. Оставшимся в живых диверсантам по прозвищам Кот и Тяпа удаётся проникнуть на базу и подорвать её. На обратном пути Тяпа задевает растяжку, взрыв отрывает Коту кисть. Тяпа спускается вниз, но с горы обрушивается лавина.
Спустя много лет старик Тяпа, в течение 60 лет приезжающий к месту базы на 9 мая, наконец-то встречает своего боевого товарища Кота.

## Персонажи
| Имя                                                     | Исполнитель                                     | Описание |
| ------------------------------------------------------- | ----------------------------------------------- | --- |
| «Сволочи» (малолетние преступники, позже — диверсанты): |                                                 | |
| Кот                                                     | Александр Головин Владимир Андреев (в старости) | Настоящее имя — Константин Аркадьевич Чернов. Один из двух главных героев выживших диверсантов подростков. Вор и налётчик. Авторитет в своей среде. Сирота. До встречи с Тяпой Кот никого не уважал и ему некого было любить. Но, встретив этого непутевого мальчишку, он искренне привязался к нему, учит его законам улицы, всячески опекает его. После подрыва бункера Коту оторвало руку миной. В конце фильма постаревший Кот встречает Тяпу в той местности, где когда-то была диверсионная школа. |
| Тяпа                                                    | Сергей Рыченков Владимир Кашпур (в старости)    | Настоящее имя — Валентин Петрович Тяпкин. Один из двух главных героев выживших диверсантов подростков. Лучший друг Кота, вор-щипач. Попал на фронт сразу, как ему исполнилось 14 лет. Один из самых младших. Сирота (в процессе фильма выясняется, что у него есть отец, который в это время служит в штрафбате). Крайне впечатлительный мальчик. Вместе с Котом обрушили козырек немецкой базы. |
| Череп                                                   | Дмитрий Горевой                                 | Настоящее имя — Степан Филомлинский. Друг Кота и Тяпы. Решается на побег, в ходе которого погибает |
| Маэстро                                                 | Велимир Русаков                                 | Молодой вор, добрый, весёлый и лукавый. Умеет играть на гитаре. Маэстро выпрыгнул с парашютом, у которого была погнута шпилька (её согнул Студер), в итоге парашют не раскрылся, и Маэстро разбился. |
| Студер                                                  | Кирилл Емельянов                                | Настоящее имя — Владимир. Авторитетный вор-форточник с гадким характером, имеет своих шестёрок. Подполковник Вишневецкий приказал закопать Маэстро неподалёку от места смерти, а Студера — «закопать рядом». |
| Принц                                                   | Олег Буганов                                    | Молодой преступник, по словам инструкторов, «малолетний бандит-философ». Погибает во время прыжка с парашютом, атакуя немецкую базу вместе со своим отрядом. |
| Бабай                                                   | Никита Ерунов                                   | Малолетний убийца, друг и союзник Тяпы и Кота. В основном молчит. Погибает во время прыжка с парашютом, атакуя немецкую базу вместе со своим отрядом. |
| Матаня                                                  | Илья Сысоев                                     | Молодой, дерзкий и бойкий вор-форточник. Один раз «бросил вызов» Коту, поспорив, кто быстрее долезет до вершины снежной горы без страховки. Полез без троса, но силы свои переоценил: сорвался с горы и разбился. |
| Заяц                                                    | Александр Вербицкий                             | Бойкий, храбрый малолетний вор и убийца, при этом маленький ростом. Погибает во время прыжка с парашютом, атакуя немецкую базу вместе со своим отрядом. |
| Кучер                                                   | Алексей Соболев                                 | Одногруппник Тяпы, Кота, Бабая, Принца и др. В составе первого отряда улетел на задание — взорвать немецкую базу. Погибает во время прыжка с парашютом, атакуя немецкую базу вместе со своим отрядом. |
| Калуга                                                  | Семён Сивков                                    | Один из малолетних преступников. Узнав, что уходит на фронт с заданием идти на немцев, вскрывает себе вены. |
| Окунь                                                   | Игорь Юртаев                                    | Один из малолетних преступников. Погибает во время прыжка с парашютом, атакуя немецкую базу вместе со своим отрядом. |
| Лаврик                                                  | Василий Лыкшин                                  | Молодой вор-авторитет, главарь шайки, в которой состояли Кот и Тяпа. Погибает в 1943 году, в Алма-Ате, когда милиция наткнулась на ребят. |

### В других ролях
- Андрей Панин — подполковник Антон Вячеславович Вишневецкий (прототип — Михаил Погребецкий)
- Андрей Краско — кладовщик дядя Паша
- Никита Панов — Никита
- Денис Карасёв — эпизод

## Производство
Часть расходов на производство фильма — около 700 000 $ — оплатило Федеральное агентство по культуре и кинематографии, возглавляемое Михаилом Швыдким.

## Награды и номинации
| Награды и номинации    | Награды и номинации                 | Награды и номинации       | Награды и номинации | Награды и номинации |
| Награда                | Категория                           | Номинант                  | Результат           |                     |
| ---------------------- | ----------------------------------- | ------------------------- | ------------------- | ------------------- |
| Кинонаграды MTV Россия | «Лучший фильм»                      |                           | Победа              |                     |
| Кинонаграды MTV Россия | «Лучшая экшн-сцена»                 |                           | Победа              |                     |
| Кинонаграды MTV Россия | «Прорыв года»                       | Александр Головин         | Победа              |                     |
| Кинонаграды MTV Россия | «Лучшая кинокоманда»                |                           | Номинация           |                     |
| Кинонаграды MTV Россия | «Лучшая драка или сражение»         |                           | Номинация           |                     |
| Кинонаграды MTV Россия | «Лучший саундтрек»                  | «Сволочи» — Лигалайз      | Номинация           |                     |
| «Ника»                 | «Лучшая мужская роль второго плана» | Андрей Краско (посмертно) | Номинация           |                     |

На церемонии вручения премии MTV Russia Movie Awards 2007 Владимир Меньшов отказался вручать приз за лучший фильм. Вскрыв конверт и прочитав его содержимое, он заявил: «Я надеялся, что пронесёт — не пронесло. Вручать приз за лучший фильм этому фильму — достаточно подлому и позорящему мою страну — я попросил бы Памелу Андерсон. Я, к сожалению, этого делать не буду. До свидания». Бросив конверт на пол, Меньшов покинул сцену.

## Историческая достоверность

### Утверждения о документальности событий
Владимир Кунин в ряде интервью рассказывал историю из своего детства, достоверность которой позже оспаривалась. По его словам, во время войны он был эвакуирован в Среднюю Азию и распределён в детский дом, откуда позже сбежал, примкнув к банде малолетних преступников. С его слов, был арестован по обвинению в убийстве сторожа склада, но позже ему было предложено стать членом отряда альпинистов-диверсантов под руководством Михаила Погребецкого, сформированного из подростков-уголовников по указанию руководства НКВД СССР и предназначенного для действий в тылу врага — всем, кто вступал в отряд, предлагалось поучаствовать в операции, чтобы «искупить вину» перед Родиной.
Режиссёр и сценарист фильма «Сволочи» Александр Атанесян в интервью радиостанции «Эхо Москвы» заявлял, что не имел оснований не доверять рассказу Кунина, однако называл в качестве первоисточника фильма не одноимённую повесть, а мистический роман «Мика и Альфред», который был назван «автобиографическим». В разных интервью Кунина, однако, утверждалось то о ликвидации школы после гибели первой группы, то об успешной работе группы с его участием в Карпатах и пребывании в фильтрационных лагерях, которое завершилось благополучным исходом. Слова Кунина о его участии или неучастии также приводились в разных источниках: Атанесян в интервью «Эхо Москвы» говорил, что Кунин не попал на спецзадание, но не раскрывал никогда причин этого. В итоге фильм вышел на экраны без предварительного просмотра экспертной комиссией историков.

### Миф о «советских детях-диверсантах»
Широкая рекламная кампания фильма, где утверждалось, что фильм основан на реальных событиях, привлекла внимание ФСБ России, которая провела собственное расследование для проверки документальности фактов, изложенных в фильме. Сотрудники обратились к архивам ФСБ России и Комитета национальной безопасности Республики Казахстан, а по окончании изучения архивных материалов вынесли свой вердикт: никаких подобных школ по подготовке диверсантов из несовершеннолетних наподобие той, которая была описана в повести и её экранизации, не существовало в системе НКВД—НКГБ, равно как и не было архивных документов о заброске диверсионных групп из числа подростков, которые организовывались советскими органами госбезопасности. В архивах и в открытом доступе фигурировала только информация о детях и подростках из партизанских отрядов, которые вели наблюдение и разведку, а также доставляли сообщения, участвуя в небоевых действиях. Случаи участия в боевых действиях, в том числе диверсионной деятельности, были редким исключением, а имевшая место начальная военная подготовка в детских образовательных учреждениях (в том числе в суворовских училищах) не попадала под подготовку диверсантов. Особое место занимает доклад Д. П. Карова «Немецкая оккупация и советские люди в записках русского офицера Абвера» из сборника историка К. М. Александрова: по словам Карова, в декабре 1941 — феврале 1942 года в тыл к немцам отправляли подростков в возрасте 12—14 лет, которые были беспризорниками в блокадном Ленинграде. Этих детей две недели подкармливали, а затем посылали на немецкую сторону, где они должны были спрятать свой багаж в лесу. Более 30 таких детей содержалось в специально построенном немцами детском доме около Пскова.
С другой стороны, подготовку подростков в качестве шпионов и диверсантов осуществлял в те годы, в первую очередь, Третий рейх: вербовку и обучение «детей в возрасте от 8 до 14 лет из уголовно-хулиганского элемента и беспризорных» для использования в советском тылу и на оккупированной территории СССР проводил Абвер. Было подтверждено, что в архивах ФСБ России хранятся документы о немецкой школе по подготовке диверсантов из подростков, организованной Абверкомандой-203 в июле 1943 года в деревне Гемфурт (нем. Hemfurth, коммуна Эдерталь, район Вальдек-Франкенберг, административный округ Кассель, земля Гессен, Германия). Особая команда «Гемфурт» при Абверкоманде-203 проводила отбор детей, которые находились во время оккупации в детских домах в городах Орша и Смоленск, а позже — из изоляторов и концлагерей. Факт использования детей-диверсантов немцами подтвердил доктор исторических наук, профессор Б. Н. Ковалёв, опровергнув существование подобной практики в СССР и при этом заявив, что 99 % завербованных немцами детей отказывались выполнять задания немцев и переходили на сторону РККА.

### Автобиографичность
Ряд утверждений, приписываемых В. Кунину относительно автобиографии, проверила редакция газеты «Комсомольская правда» и опубликовала результат проверки в статье Александра Бойко 2 февраля 2006 года. В частности, были опубликованы ответ на запрос редакции в Центральный архив Министерства обороны и текст приказа приёмной комиссии о зачислении Кунина (Фейнберга) в Ташкентскую военно-авиационную школу стрелков:
Фейнберг Владимир Влад., 1927 г. р., призван в декабре 1944 г., еврей, дом. адрес: г. Алма-Ата. ул. Калинина, 63». Здесь же приказы об откомандировании его в сентябре 1945 г. во 2-е Чкаловское военно-авиационное училище лётчиков-наблюдателей (ныне Оренбургская область), решение педсовета об отчислении 15 мая 1946-го в связи с учебной неуспеваемостью. Об отчислении 11 декабря 1946 за недисциплинированность из Московской военно-авиационной школы (г. Серпухов). На чём карьера не воевавшего военного пилота заканчивается.
Утверждение Кунина о существовании спецшколы «детей-диверсантов» в верховьях Медео подверглось критике: Михаил Погребецкий, который якобы организовал эту школу, был занят интенсивным обучением горных стрелков во Всесоюзной школе инструкторов горнострелковой подготовки, а отношения к НКВД не имел. Подробнее эту реальную школу описали казахский краевед, знаток истории Алма-Аты и её окрестностей Аркадий Поздеев-Башта, и главный научный сотрудник Института истории и этнологии им. Ч. Ч. Валиханова Министерства образовании и науки Республики Казахстан Павел Белан:
Начнём со знаменитой турбазы «Горельник», находившейся до памятного всем селя в 3 км выше Медео. В устье речки Горельник, при впадении её в Малую Алматинку, у целебного родника на узком скалистом мысе до сих пор можно увидеть строения бывшей турбазы. А в 1943 году в «Горельнике» размещалась Всесоюзная школа инструкторов горной подготовки, которую возглавлял заслуженный мастер спорта СССР М. Т. Погребецкий. Именно здесь многие советские воины получили первоначальные навыки ведения боевых действий в горах. Здесь прошли школу и многие известные казахстанские горовосходители, проложившие затем пути-тропы во все концы Заилийского, Кунгей и Терскей Алатау. Выше «Горельника», за мостом через Малую Алматинку, начинается красивое дикое ущелье Сарысай. Здесь во время Великой Отечественной войны, когда в «Горельнике» была горная школа, проводились тренировки по скалолазанию с курсантами, которые затем сражались с фашистами на Кавказе, в Карпатах, Альпах…

### Признание авторов в недостоверности
В 2007 году Владимир Кунин заявил, что его повесть была не документальной повестью, а романом «мистико-фантастического толка», сказав, что службу в армии он действительно проходил, а сценарий просто был «от первой и до последней буквы переписан режиссёром фильма». В день премьеры режиссёр картины Александр Атанесян также признался в том, что сюжет действительно является художественным вымыслом. Позже, комментируя подобную интерпретацию событий, основанную на мифах о штрафных батальонах, историк С. Г. Асфатуллин заявил, что распространение через художественные произведения (в том числе фильмы) сведений, не соответствующих действительности и заведомо ложных, а также их закрепление в общественном сознании представляют значительную опасность.

### Прочие свидетельства
В 2017 году в интервью казахстанской газете «Караван» Юрий Александрович Туютянь рассказал, как в начале 1943 года, отбывая заключение в детской колонии, он был завербован офицером НКВД и отправлен в школу юных разведчиков под Владивостоком. По его словам, его неоднократно забрасывали на сопредельную территорию Маньчжурии, контролировавшуюся японскими войсками. Там он выполнял обязанности радиста при группе взрослых разведчиков, занимавшихся сбором данных о японской армии. После разгрома Квантунской армии он продолжал работать вплоть до занятия территории НОАК:
Она [школа] располагалась в тайге. Нас, 12–15-летних подростков, было человек 15, все похожие на китайцев. Лето и осень 1943-го, зиму 1944 года нас обучали языку, радиоделу, стрельбе из пистолетов, автоматов, пулемётов, метанию гранат, мы осваивали разведдело, тактику, маскировку, рыли окопы…
После окончания курса меня не раз забрасывали на вражескую территорию в Маньчжурию. Обычно с двумя взрослыми разведчиками из числа охотников-нанайцев. В то время территорией владела японская армия.

Мы выбирали неприметные места для своего базирования. Оттуда разведчики уходили на операции: собирали данные по количеству и расположению войск, огневых точек, укреплений, вооружения и техники. А по их возвращении я шифровал эти сведения и азбукой Морзе передавал их нашим войскам.